# Castelul Ljubljana
Castelul Ljubljana (în slovenă Ljubljanski grad, în germană Laibacher Schloss) este o importantă cetate medievală situată pe un deal impunător ce domină întregul oraș Ljubljana. Cu o istorie bogată, castelul a fost inițial o fortăreață medievală ridicată probabil în secolul al XI-lea și reconstruită în secolul al XII-lea. Cu toate acestea, forma sa actuală a fost obținută prin renovări ample în secolul al XV-lea, deși majoritatea clădirilor datează din secolele al XVI-lea și al XVII-lea. În trecut, această structură defensivă a fost sediul stăpânilor Crainei în prima jumătate a secolului al XIV-lea. Începând cu secolul al XIX-lea, castelul a fost folosit pentru diverse alte scopuri și astăzi este o importantă locație culturală.
Pe lângă rolul său istoric și cultural, castelul este de asemenea reprezentat pe stema orașului, împreună cu un dragon deasupra, fapt care subliniază importanța sa în istoria și tradiția locală.

## Istorie
Cele mai vechi urme de prezență umană pe locul castelului datează din secolul al XII-lea î.Hr., ceea ce subliniază importanța sa istorică și arheologică. Castelul este cunoscut încă de la începutul secolului al XII-lea (în sursele latinești sub numele de Castrum Leibach), când a intrat în posesia dukelor de Spanheim din Carintia. Odată cu terminarea dinastiei în 1269, castelul a trecut în posesia regelui Boemiei, iar în 1335, împreună cu restul Krajnei, a devenit domeniul familiei Habsburgilor.
În secolul al XV-lea, castelul a fost aproape complet distrus, dar a fost reconstruit într-un stil gotic impresionant, ceea ce subliniază importanța sa ca simbol al puterii și prestigiului Habsburgilor. Construcția capelei castelului datează de asemenea din această perioadă, fiind un exemplu remarcabil de artă religioasă din acea perioadă. În secolele al XVI-lea și al XVII-lea au fost adăugate alte clădiri, transformând castelul într-un complex fortificat impresionant. Castelul a servit ca fortificație defensivă împotriva invaziilor turcești și a răscoalelor țărănești, fiind un important bastion în apărarea graniței de sud a imperiului Habsburgic. În secolele al XVII-lea și al XVIII-lea a fost folosit ca arsenal și spital, subliniind importanța sa ca centru de îngrijire medicală și logistică.
În timpul războaielor napoleoniene, castelul a fost distrus, dar a fost restaurat și utilizat ulterior drept închisoare până în 1905. Printre deținuții castelului s-au numărat personalități culturale și politice importante, precum poetul sloven Ivan Cankar, membrul revoluției ungare Lajos Batthyány și scriitorul italian Silvio Pellico. În 1848, a fost construit un turn de pază pentru detectarea incendiilor în oraș, devenind un important centru de control al situațiilor de urgență din oraș și din regiune.
La începutul secolului al XX-lea, castelul și-a pierdut funcționalitatea inițială și a început să se degradeze. Deși a fost achiziționat de municipalitatea din Laibach la data de 16 mai 1905 de la autoritățile Crainei, nu s-a găsit o utilizare adecvată pentru el pentru o lungă perioadă de timp. Primarul Ivan Hribar a planificat să amenajeze muzeul orașului în castel, dar nu a putut implementa acest plan, iar consiliul local a decis să găzduiască săracii care locuiau acolo până la mijlocul anilor 1960. Castelul, care odinioară a fost un simbol al puterii și prestigiului, a ajuns să fie folosit drept adăpost pentru cei lipsiți de resurse și a suferit o deteriorare continuă.
În cele din urmă, la sfârșitul anilor 1960, s-a început o reconstrucție vastă care a durat mai mult de 30 de ani, având ca scop restaurarea castelului la gloria sa originală și transformarea sa într-un centru cultural și turistic important. Astăzi, castelul găzduiește o expoziție permanentă dedicată istoriei orașului Ljubljana, precum și alte evenimente culturale și sociale.
În 2006, a fost construită o cale ferată funiculară modernă care duce către vârful muntelui Castelului, oferind o modalitate ușoară și accesibilă de a ajunge la castel și de a admira priveliștea panoramică asupra orașului. În fiecare an, la data de 16 mai, pentru a comemora transferul castelului către municipalitatea orașului, Ljubljana sărbătorește Ziua Castelului, iar muzeele sale sunt deschise publicului, oferind ocazia de a explora istoria și cultura orașului.